# Comité Paralímpico Letón
El Comité Paralímpico Letón (en letón: Latvijas Paralimpiskā komiteja), abreviado como LPK, es el comité paralímpico nacional que representa a Letonia. Esta organización es la responsable de las actividades deportivas paralímpicas en el país y lo representa ante el Comité Paralímpico Internacional.